# Agapanthia suchalybaea
Agapanthia suchalybaea là một loài bọ cánh cứng trong họ Cerambycidae.